# هيل ليت لوس
هيل ليت لوس هي لعبة فيديو من نوع تصويب منظور الشخص الأول وأحداثها أثناء الحرب العالمية الثانية، تم تطويرها بواسطة بلاك ميتر ونشرتها تيم17، تم استخدام محرك أنريل إنجن في تطوير اللعبة، وتعمل على منصة مايكروسوفت ويندوز.
تم الإعلان عن اللعبة عبر حملة في موقع كيك ستارتر في عام 2017، حيث جمعت الحملة ما يقارب 220,000 دولار أمريكي.

## طريقة اللعب
تلعب المعارك بوجود 100 لاعب بين الفريقين، يتفرع العدد إلى وحدات أصغر تصل إلى ستة لاعبين. يوجد طريقتان في اللعبة: قتال والهجوم في وضع الهجوم تنقسم الخريطة إلى قطاعات يسعى كل فريق إلى التقاطها والتحكم فيها. في وضع القتال يتم الفوز باللعبة إما عن طريق التحكم في جميع القطاعات في وقت معين أو عن طريق التحكم في معظمها عند نفاذ الوقت.

## التطوير
بعد حوالي عامين من تطوير اللعبة والاختبارات الأولية، أطلقت اللعبة على ستيم كعنوان «الوصول المبكر» في 6 يونيو 2019، تضامناً مع الذكرى الـ 75 لإنزال النورماندي.

### الخرائط
تم تصميم الخرائط في اللعبة على أساس أماكن المعارك في الحرب العالمية الثانية من خلال جمع الصور من الأقمار الصناعية والتصوير الجوي، وفقًا للمطورين فإن خريطة مدينة «نورمان سانت ماري دو مونت» هي «ساحة معركة حقيقة».